# Janne Karlsson (brottare)
Janne Karlsson, egentligen Jan Karlsson, född 15 november 1945 i Trollhättan, är en före detta brottare i weltervikt från Trollhättans Atletklubb i Trollhättan. Karlsson vann sitt första av 28 SM-guld 1964. Han vann även 7 nordiska mästerskap och flera OS-, VM- och EM-medaljer.